# Ma trận Cauchy
Trong toán học, một ma trận Cauchy, được đặt tên theo tên nhà toán học Augustin-Louis Cauchy, là một  ma trận m×n với các phần tử aij ở dạng
{\displaystyle a_{ij}={\frac {1}{x_{i}-y_{j}}};\quad x_{i}-y_{j}\neq 0,\quad 1\leq i\leq m,\quad 1\leq j\leq n}
với {\displaystyle x_{i}} và {\displaystyle y_{j}} là các phần tử thuộc Trường (đại số) {\displaystyle {\mathcal {F}}}, và {\displaystyle (x_{i})} và {\displaystyle (y_{j})} là các dãy đơn ánh (chúng không chứa các phần tử lặp lại; các phần tử là riêng biệt nhau).
Ma trận Hilbert là trường hợp đặc biệt của ma trận Cauchy với
{\displaystyle x_{i}-y_{j}=i+j-1.\;}
Mỗi ma trận con của ma trận Cauchy cũng là một ma trận Cauchy.

## Định thức Cauchy
Các số {\displaystyle a_{1},a_{2},\ldots ,a_{n},b_{1},b_{2},\ldots ,b_{n}} là các số thực cho trước sao cho {\displaystyle a_{i}+b_{j}\not =0\forall i,j}.
Định thức Cauchy (Cô-si) được định nghĩa như sau:
{\displaystyle D={\begin{vmatrix}{\frac {1}{a_{1}+b_{1}}}&{\frac {1}{a_{1}+b_{2}}}&\ldots &{\frac {1}{a_{1}+b_{n}}}\\{\frac {1}{a_{2}+b_{1}}}&{\frac {1}{a_{2}+b_{2}}}&\ldots &{\frac {1}{a_{2}+b_{n}}}\\\vdots &\vdots &\ddots &\vdots \\{\frac {1}{a_{n}+b_{1}}}&{\frac {1}{a_{n}+b_{2}}}&\ldots &{\frac {1}{a_{n}+b_{n}}}\\\end{vmatrix}}}
Tính được:
{\displaystyle D={\frac {\prod _{i\not =j}(a_{j}-a_{i})\prod _{i\not =j}(b_{j}-b_{i})}{\prod _{i,j}(a_{i}+b_{j})}}}